# Artesanato da Rússia
O Artesanato da Rússia é um dos mais antigos e tradicionais do mundo.

## Miniatura de Palekh

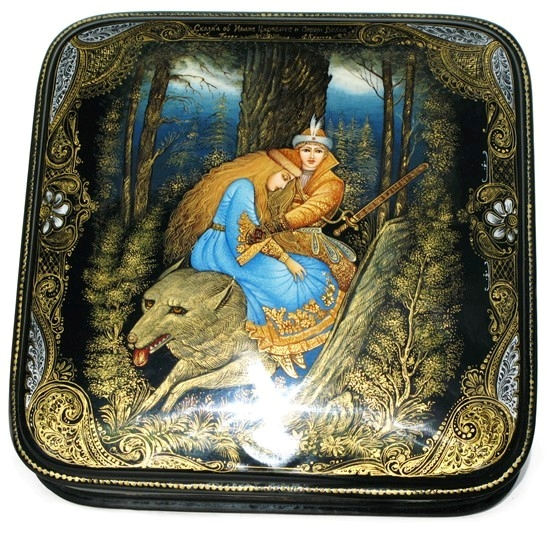
Miniatura em uma caixa.

A Miniatura de Palekh (em russo: Палехская миниатюра) são itens pintados à mão por meio de têmperas em artigos produzidos com papel machê, como caixinhas, cigarreiras, cinzeiros, etc.

## Dymkovo
Os Dymkovo, conhecidos também como brinquedos de Viatka (em russo: Дымковская игрушка) são figuras moldadas de pessoas e animais em gesso.

## Khokhloma
O  Khokhloma (em russo: Хохлома) é um método de pintura em madeira que consiste no uso de cores que lembram o ouro, fazendo com que o artigo trabalhado pareça ser de metal.

## Gjel
O Gjel (em russo: Гжель) é um estilo muito conhecido de cerâmica, produzido desde o século XIX.